# Bränntjärnen (Frostvikens socken, Jämtland)
Bränntjärnen är en sjö i Strömsunds kommun i Jämtland och ingår i Ångermanälvens huvudavrinningsområde.